# 馮啟彥
馮啟彥（1970年6月12日—），臺灣政治人物，高雄市人，現住苗栗縣，醫學背景。為台灣民眾黨2020年、2024年不分區立委候選人、曾為民眾黨高雄市黨部主委、民眾黨票選中央委員、民眾黨苗栗縣黨部主委。

## 生平

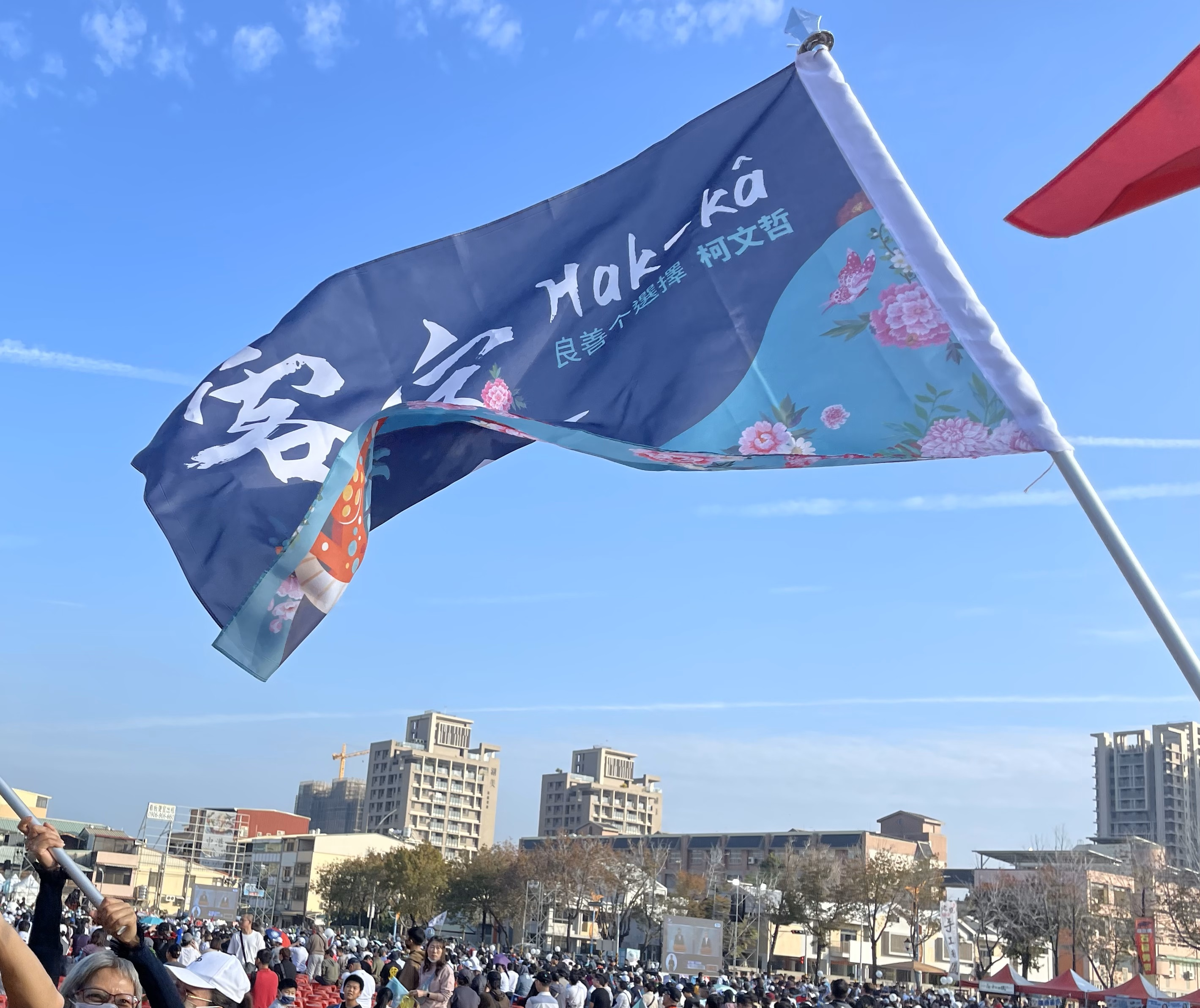
台灣民眾黨客家旗。

高雄中學及台大醫學系畢業，苗栗大千醫院外科醫師。
2020年獲醫療奉獻獎，為苗栗縣唯一獲獎醫師。
2023年1月14日民眾黨第2屆第1次黨員代表大會與中央委員及中央評議委員選舉，馮啟彥當選票選中央委員。
2023年期間，2024立委選舉支持地方藍白合作，支持苗栗縣一選區立委候選人無黨籍陳超明、二選區立委候選人國民黨籍邱鎮軍。時代力量發言人余佳蒨認為民眾黨號稱第三勢力，但卻支持涉嫌貪污的陳超明。

## 選舉紀錄
| 年度 | 選舉屆數             | 選舉區                                 | 所屬政黨   | 得票數    | 得票率 | 當選標記 | 備註             |
| ---- | -------------------- | -------------------------------------- | ---------- | --------- | ------ | -------- | ---------------- |
| 2020 | 第十屆立法委員選舉   | 全國不分區及僑居國外國民立法委員選舉區 | 臺灣民眾黨 | 1,588,806 | 11.22% |          | 排名第14 當選5名 |
| 2024 | 第十一屆立法委員選舉 | 全國不分區及僑居國外國民立法委員選舉區 | 臺灣民眾黨 | 3,040,615 | 22.07% |          | 排名第28 當選8名 |

## 外部連結
- 馮啟彥的Facebook專頁